# Archiwum Straży Granicznej
Archiwum Straży Granicznej (ASGr.) – wyodrębnione archiwum państwowe z siedzibą w Szczecinie.

## Formowanie i zmiany organizacyjne
Zarządzeniem dowódcy Wojsk Wewnętrznych nr 013/WW z 16 czerwca 1956 roku utworzono Centralne Archiwum Wojsk Ochrony Pogranicza w Kętrzynie o etacie nr 346/3 . Od 1959 funkcjonowało ono pod nazwą Archiwum Wojsk Ochrony Pogranicza .
Zarządzeniem nr 012 Komendanta Głównego Straży Granicznej z 7 maja 1991 w sprawie rozwiązania jednostek WOP oraz utworzenia jednostek organizacyjnych Straży Granicznej Minister Spraw Wewnętrznych polecił z dniem 16 maja 1991 rozwiązać Archiwum WOP w Kętrzynie istniejące według etatu nr 44/0177 o stanie osobowym na okres „W” 9 żołnierzy i 6 pracowników cywilnych oraz na okres „P” 9 żołnierzy i 6 pracowników cywilnych. Na jego bazie powstało Archiwum Straży Granicznej w Kętrzynie według etatu nr 44/024 o stanie osobowym 3 funkcjonariuszy 
i 8 pracowników urzędów państwowych.
W listopadzie 1995 Komendant Główny Straży Granicznej podjął decyzję o przeniesieniu Archiwum SG w Kętrzynie do Szczecina i przeznaczeniu na potrzeby archiwalne budynku koszarowego nr 2 w kompleksie Pomorskiego Oddziału Straży Granicznej  w Szczecinie przy ulicy Żołnierskiej 4. Dopiero 5 lat później w styczniu 2000 czterema konwojami samochodowymi przewieziono prawie 2,5 km akt, które umieszczono w przystosowanych dla potrzeb archiwum magazynach przy ul. Żołnierskiej 4 w Szczecinie .
W 2005, Archiwum Straży Granicznej weszło w skład Biura Ochrony Informacji Niejawnych Komendy Głównej SG.

## Zadania Archiwum SG
Archiwum realizuje zadania w zakresie przyjmowania i gromadzenia, ewidencjonowania i udostępniania materiałów archiwalnych. Jest również jednostką charakterze tzw. urzędu wiary publicznej, wydając wszelkiego rodzaju odpisy, wypisy, zaświadczenia dla udokumentowania np. spraw emerytalnych byłych funkcjonariuszy i pracowników cywilnych. Realizuje zadania związane z popularyzacją zasobu oraz działalnością naukową.

## Zasoby archiwalne
31 grudnia 2008 zasób archiwalny liczył 285575 jednostek aktowych – 3747,97 mb akt.

### Podzielony jest na trzy grupy
- Materiały formacji granicznych z lat 1918–1939
  - Grupy zespołów: Straż Graniczna (1918–1919); Wojskowa Straż Graniczna; Strzelcy Graniczni; Bataliony Etapowe; Bataliony Wartownicze; Straż Graniczna Górnego Śląska; Bataliony Celne; Straż Graniczna (1922–1923); Straż Celna (1921–1928); Korpus Ochrony Pogranicza; Straż Graniczna (1928–1939)[9]
    - 151 zespołów
- Dokumentacja Wojsk Ochrony Pogranicza [Grupa zespołów: Wojska Ochrony Pogranicza (1945–1991)]
  - Zespoły[10]: Dowództwo WOP, Szefostwo Służby Morskiej WOP, Samodzielna Eskadra Lotnictwa Rozpoznawczego WOP, Baza Remontowo-Techniczna Zaopatrzenia Okrętów i Kutrów WOP, Bałtycka Brygada WOP, Bałtycki Dywizjon Okrętów Pogranicza, Bieszczadzka Brygada WOP, Górnośląska Brygada WOP, Karpacka Brygada WOP, Kaszubska Brygada WOP, Kaszubski Dywizjon Okrętów Pogranicza, Lubuska Brygada WOP, Łużycka Brygada WOP, Mazurska Brygada WOP, Nadbużańska Brygada WOP, Podlasko-Mazurska Brygada WOP, Pomorska Brygada WOP, Pomorski Dywizjon Okrętów Pogranicza, Polskie Towarzystwo Turystyczno-Krajoznawcze Nr 39, Sudecka Brygada WOP, Centrum Szkolenia WOP, Podoficerska Szkoła Łączności WOP, Podoficerska Szkoła Samochodowa WOP, Podoficerska Szkoła Specjalistów Morskich WOP, Archiwum WOP.
- Akta jednostek Straży Granicznej od 1991 roku [Grupa zespołów: Straż Graniczna (1991–2013)]
  - Zespoły[11]: Bałtycki Oddział SG, Morski Oddział SG, Kaszubski Oddział SG, Warmińsko-Mazurski Oddział SG, Podlaski Oddział SG, Nadbużański Oddział SG, Bieszczadzki Oddział SG, Karpacki Oddział SG, Śląski Oddział SG, Beskidzki Oddział SG, Sudecki Oddział SG, Łużycki Oddział SG, Lubuski Oddział SG, Pomorski Oddział SG, Nadwiślański Oddział SG, Nadodrzański Oddział SG, Centrum Szkolenia SG, Centralny Ośrodek Szkolenia SG, Ośrodek Tresury Psów Służbowych SG, Ośrodek Szkoleń Specjalistycznych SG, Archiwum SG, Zbiór spuścizn, relacji i wspomnień, Registratura, Depozyt Łużyckiego Oddziału SG, Depozyt Pomorskiego Oddziału SG.

W skład zasobu archiwum wchodzą także zbiory: akt specjalnych, zdjęć, nagrań magnetofonowych, filmów, map, kronik, ksiąg honorowych, albumów, materiały Stowarzyszenia Weteranów Polskich Formacji Granicznych, materiały registratury.
Biblioteka podręczna gromadzi instrukcje książki i opracowania z zakresu historii formacji granicznych, dziejów regionalnych oraz archiwistyki.

## Struktura organizacyjna
30 grudnia 1998 wprowadzony został regulamin organizacyjny. Przewidywał on m.in. następującą strukturę archiwum:
- Kierownictwo archiwum
  - Dział Informacji Archiwalnej
  - Dział Udostępniania i Kwerend
  - Dział Opracowania Zasobu
  - Dział Przechowywania i Konserwacji Akt
  - Dział Zbiorów Specjalnych.

Na początku 2005 Archiwum SG weszło w skład Biura Ochrony Informacji Niejawnych Komendy Głównej SG. W miejsce działów powołano sekcje, nie zmieniając ich nazw i zakresu zadań. W 2007 nastąpiła kolejna reorganizacja i zmieniła się też struktura archiwum.
Stan z 13 listopada 2023
- Kierownik Archiwum SG (zastępca dyrektora BOIN KGSG – płk SG Andrzej Klebeko)
  - Wydział I Archiwum SG (naczelnik – płk SG Arkadiusz Wilczura, z-ca naczelnika – ppłk SG Artur Ochal)
    - Sekcja Informacji Archiwalnej, Udostępniania i Kwerend Wydziału I ASG (kierownik – Patryk Rybak)
    - Sekcja Opracowania Zasobu Wydziału I ASG (kierownik – Katarzyna Promońska)

  - Wydział II Archiwum SG (naczelnik – płk SG Piotr Ilcewicz, z-ca naczelnika – ppłk SG Danuta Cholewa).

## Kierujący archiwum
- mjr Lucjan Pichliński (1956–1964)
- ppłk Adam Gnieciak (1964–1975)
- mjr Józef Włosik (1975–1980)
- mjr Stanisław Bobrowski (1980–1985)
- kpt. Waldemar Gnieciak (1985–1990)
- mjr dr Jerzy Prochwicz (1990–2000)
- płk SG dr Ryszard Techman (2000–2023)
- płk SG Andrzej Klebeko (2023–obecnie).